# Elektroinstalator
Elektroinstalator – miesięcznik o charakterze informacyjno-praktycznym skierowany do specjalistów branży elektrycznej, energetycznej, oświetleniowej i automatyki.